# Вајанет (Илиноис)
Вајанет (Илиноис) (енгл. Wyanet) град је у америчкој савезној држави Илиноис.

## Демографија
По попису из 2010. године број становника је 991, што је 37 (-3,6%) становника мање него 2000. године.
| Група             | 2000.         | 2010.       |
| Белци             | 1.017 (98,9%) | 950 (95,9%) |
| Афроамериканци    | 0 (0,0%)      | 1 (0,1%)    |
| Азијати           | 3 (0,3%)      | 4 (0,4%)    |
| Хиспаноамериканци | 5 (0,5%)      | 29 (2,9%)   |
| Укупно            | 1.028         | 991         |